# Ala di Stura
Ala di Stura je obec v metropolitním městě Turín v italském regionu Piemont, asi 40 kilometrů severozápadně od Turína.
Ala di Stura sousedí s obcemi: Groscavallo, Chialamberto, Ceres, Balme, Mezzenile a Lemie.